# Kimmo Kuhta
Kimmo Kuhta (* 19. Juni 1975 in Helsinki) ist ein ehemaliger finnischer Eishockeyspieler, der zuletzt beim Helsingfors IFK in der SM-liiga unter Vertrag gestanden hat.

## Karriere

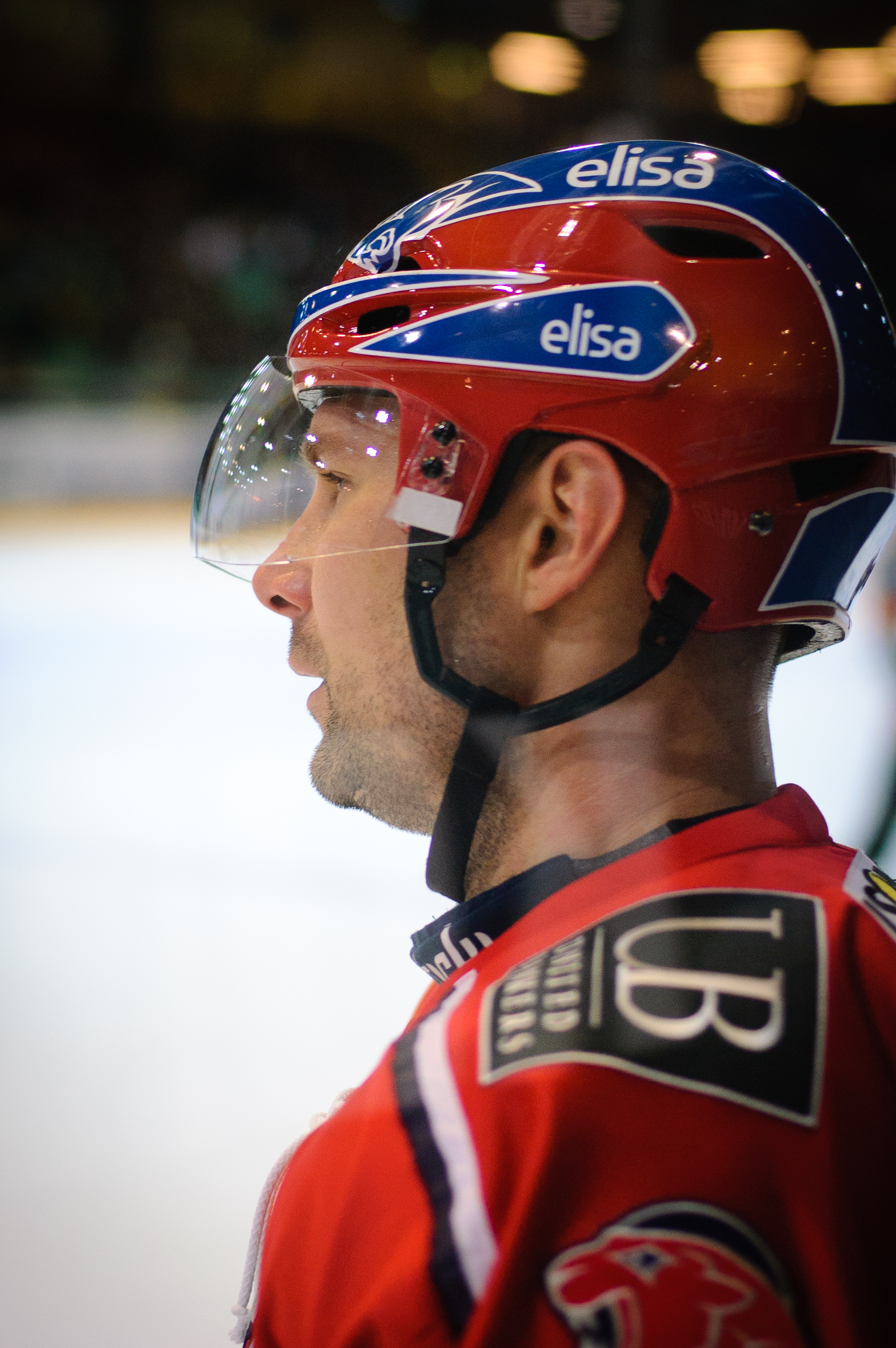
Kimmo Kuhta

Kimmo Kuhta begann seine Karriere als Eishockeyspieler bei den Espoo Blues, für die er in der Saison 1995/96 sein Debüt in der SM-liiga gab. Anschließend wechselte er zu deren Ligarivalen Helsingfors IFK, mit dem er in der Saison 1997/98 Finnischer Meister wurde.
Nach neun Jahren verließ der Angreifer den Klub und wurde vom SC Bern aus der Schweizer Nationalliga A verpflichtet. Für die Berner stand er in der Saison 2005/06 in 42 Spielen der Hauptrunde auf dem Eis und verbuchte 37 Scorerpunkte, darunter 16 Tore. Zudem absolvierte er sechs Playoff-Spielen, in denen er sechs Scorerpunkte erzielte. Nach nur einem Jahr kehrte Kuhta zum Helsingfors IFK zurück, für den er bis 2009 in der SM-liiga unter Vertrag stand. Kurz nach Beginn der DEL-Saison 2009/10 unterschrieb der Stürmer einen Einjahresvertrag bei den Hamburg Freezers aus der Deutschen Eishockey Liga, welcher jedoch im Januar 2010 auf Wunsch Kuchtas aus familiären Gründen aufgelöst wurde. Anschließend kehrte er zum Helsingfors IFK zurück.

## Erfolge und Auszeichnungen
- 1996 Topscorer der Nuorten SM-liiga
- 1998 Finnischer Meister mit Helsingfors IFK
- 2004 SM-liiga All-Star-Team
- 2004 Raimo-Kilpiö-Trophäe
- 2011 Finnischer Meister mit Helsingfors IFK